# Regioselectividad
En química, la regioselectividad es la preferencia que tiene una reacción para romper o crear un enlace en una dirección en particular por encima de todas las demás posibles.
Una reacción que puede dar lugar a diversos productos que son isómeros estructurales (o regioisomeros) será regioselectiva si da lugar casi exclusivamente a un único producto.

## Ejemplos

regioisómeros de los compuestos aromáticos

- Una reacción química clásica que da lugar a la producción de distintos regioisómeros es la sustitución electrófila aromática, en la que en función de los sustituyentes que tenga el anillo de benceno, se puede tener isómeros orto, meta o para. Un ejemplo más específico es la reacción de formación de halohidrina a partir de 2-propenilbenceno (AMS):[1]

- Otra reacción que tiene una regioselectividad muy estudiada es la reacción de adición, la cual sigue la regla de Markovnikov. Un ejemplo clásico, se trata de la adición electrófila de HBr a un alqueno asimétrico:[2]

- Otra reacción opuesta a la anterior, muy estudiada, es la adición radicalaria a alquenos asimétricos, la cual sigue la regla de Anti Markovnikov. Un ejemplo clásico sería la reacción anterior, en la que debido a participar radicales libres, se forma un intermedio carbocatión que cambia las proporciones de los dos compuestos anteriores, obteniéndose el compuesto mayoritario de la reacción anterior, como minoritario, y el minoritario como mayoritario.[3][2]

- Las reacciones de ciclación también son otras reacciones bastante estudiadas a lo largo de los años, y también tienen unas reglas de regioselectividad que se suelen cumplir: las reglas de Baldwin.

- Otras reacciones más específicas:

- Desprotonación de una cetona asimétrica.
- Eliminación-1,2 de un haloalcano asimétrico: formación preferencial del producto Saytzeff (alqueno sustituido superior) en lugar del producto Hofmann (alqueno sustituido inferior).
- Adición-1,2 o 1,4 de un compuesto organometálico al grupo carbonilo de una cetona o aldehído α,β-insaturados.